# Leichtathletik-Europameisterschaften 2012/110 m Hürden der Männer

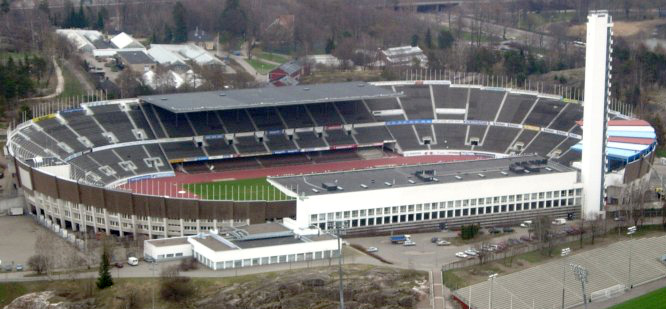
Das Olympiastadion Olympiastadion Helsinki im Jahr 2005

Der 110-Meter-Hürdenlauf der Männer bei den Leichtathletik-Europameisterschaften 2012 wurde am 30. Juni und 1. Juli 2012 im Olympiastadion der finnischen Hauptstadt Helsinki ausgetragen.
Europameister wurde der Russe Sergei Schubenkow. Der Franzose Garfield Darien belegte wie 2010 Rang zwei. Bronze ging an den Polen Artur Noga.

## Bestehende Rekorde

### Bestehende Rekorde
| Weltrekord           | 12,87 s | Dayron Robles | Ostrava, Tschechien       | 12. Juni 2008   |
| Europarekord         | 12,91 s | Colin Jackson | WM Stuttgart, Deutschland | 20. August 1993 |
| Meisterschaftsrekord | 13,02 s | Colin Jackson | EM Budapest, Ungarn       | 22. August 1998 |

Der bestehende EM-Rekord wurde bei diesen Europameisterschaften nicht erreicht. Die schnellste Zeit erzielte der spätere Europameister Sergei Schubenkow aus Russland im zweiten Halbfinale mit 13,09 s bei einem Gegenwind von 1,1 m/s, womit er sieben Hundertstelsekunden über dem Rekord blieb. Zum Europarekord fehlten ihm achtzehn, zum Weltrekord 22 Hundertstelsekunden.

### Rekordverbesserungen
Es wurden drei neue Landesrekorde aufgestellt:
- 13,09 s – Sergei Schubenkow (Russland), zweites Halbfinale am 1. Juli bei einem Gegenwind von 1,1 m/s
- 13,56 s – João Almeida (Portugal), zweites Halbfinale am 1. Juli bei einem Gegenwind von 1,1 m/s
- 13,37 s – Konstandinos Douvalidis (Griechenland), drittes Halbfinale am 1. Juli bei einem Gegenwind von 0,3 m/s

## Legende
Kurze Übersicht zur Bedeutung der Symbolik – so üblicherweise auch in sonstigen Veröffentlichungen verwendet:
| NR    | Nationaler Rekord                        |
| NUR23 | Nationaler U23-Rekord                    |
| DNF   | Wettkampf nicht beendet (did not finish) |

## Vorrunde
30. Juni 2012
Die Vorrunde wurde in fünf Läufen durchgeführt. Die ersten vier Athleten pro Lauf – hellblau unterlegt – sowie die darüber hinaus vier zeitschnellsten Läufer – hellgrün unterlegt – qualifizierten sich für das Halbfinale.

### Vorlauf 1

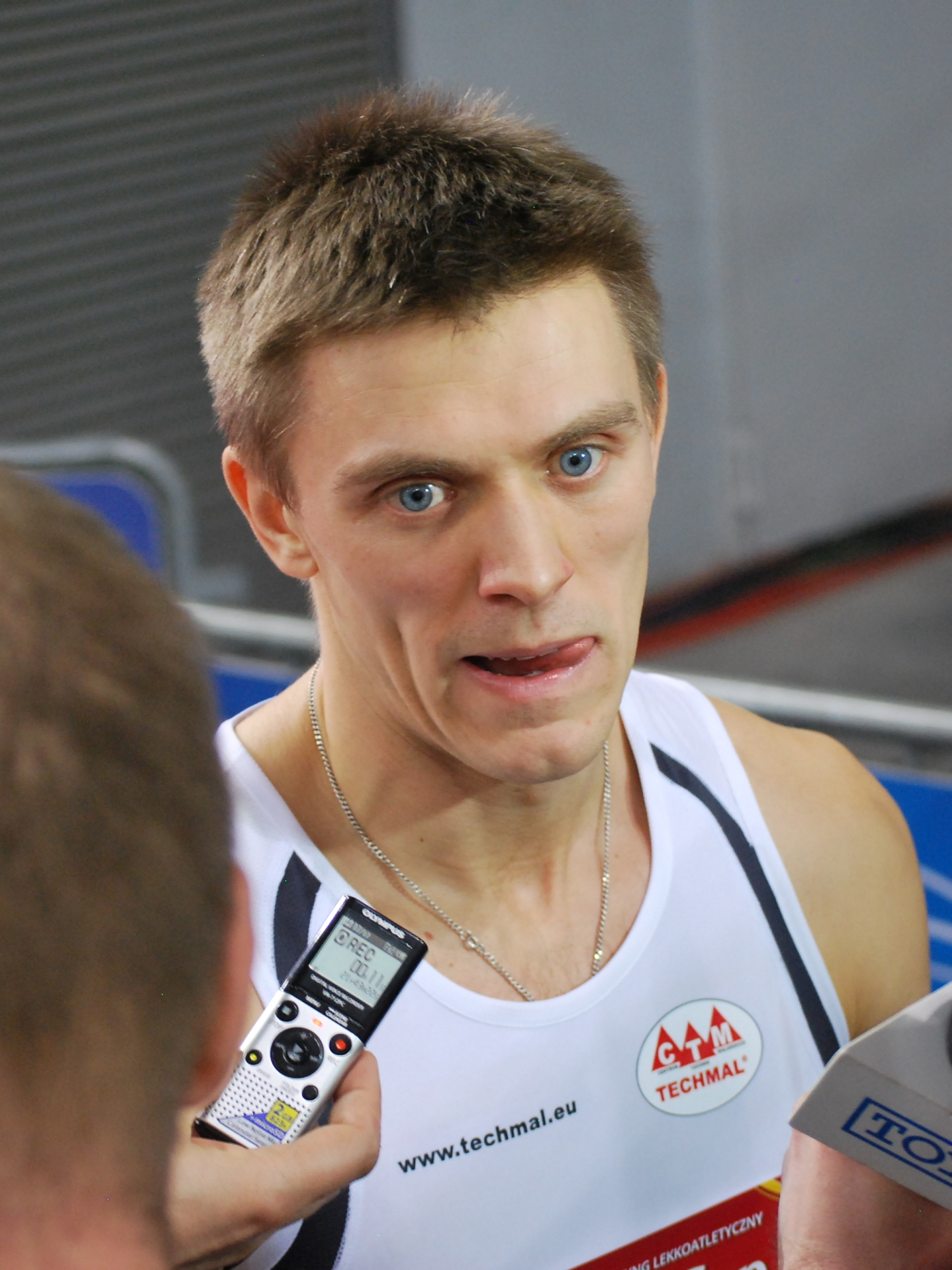
Dominik Bochenek schied als Achter seines Vorlaufs aus

Wind: −1,2 m/s
| Platz | Name                   | Nation      | Zeit (s) |
| ----- | ---------------------- | ----------- | -------- |
| 1     | Philip Nossmy          | Schweden    | 13,56    |
| 2     | Matthias Bühler        | Deutschland | 13,93    |
| 3     | Dario De Borger        | Belgien     | 13,95    |
| 4     | Ladji Doucouré         | Frankreich  | 13,96    |
| 5     | Francisco Javier López | Spanien     | 14,03    |
| 6     | Dominik Bochenek       | Polen       | 14,15    |

### Vorlauf 2
Wind: +0,5 m/s
| Platz | Name               | Nation      | Zeit (s)    |
| ----- | ------------------ | ----------- | ----------- |
| 1     | Artur Noga         | Polen       | 13,49       |
| 2     | Alexander John     | Deutschland | 13,50       |
| 3     | João Almeida       | Portugal    | 13,63       |
| 4     | Vladimir Vukićević | Norwegen    | 13,65 NU23R |
| 5     | Maksim Lynsha      | Belarus     | 13,75       |
| 6     | David Ilariani     | Georgien    | 13,85       |

### Vorlauf 3

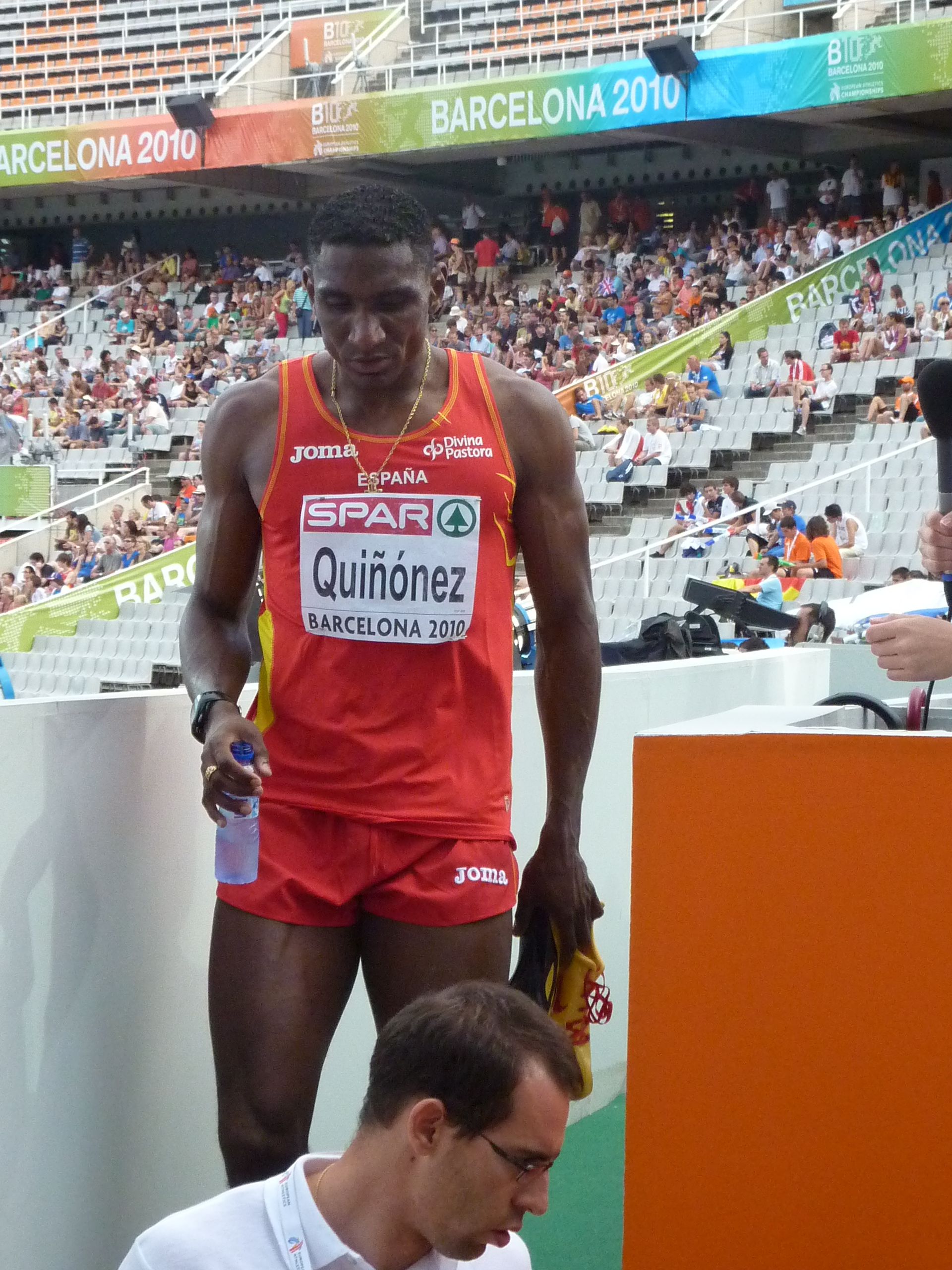
Sein siebter Rang reichte Jackson Quiñónez nicht zum Weiterkommen

Wind: −0,7 m/s
| Platz | Name                    | Nation         | Zeit (s) |
| ----- | ----------------------- | -------------- | -------- |
| 1     | Konstandinos Douvalidis | Griechenland   | 13,57    |
| 2     | Gregory Sedoc           | Niederlande    | 13,59    |
| 3     | Emanuele Abate          | Italien        | 13,61    |
| 4     | Dániel Kiss             | Ungarn         | 13,62    |
| 5     | Adrien Deghelt          | Belgien        | 13,66    |
| 6     | Gianni Frankis          | Großbritannien | 13,71    |
| 7     | Jackson Quiñónez        | Spanien        | 13,97    |

### Vorlauf 4
Wind: −2,0 m/s
| Platz | Name              | Nation         | Zeit (s) |
| ----- | ----------------- | -------------- | -------- |
| 1     | Garfield Darien   | Frankreich     | 13,46    |
| 2     | William Sharman   | Großbritannien | 13,63    |
| 3     | Paolo Dal Molin   | Italien        | 13,68    |
| 4     | Gregor Traber     | Deutschland    | 13,83    |
| 5     | Joona-Ville Heinä | Finnland       | 14,21    |
| 6     | Martin Arnaudov   | Bulgarien      | 14,32    |

### Vorlauf 5
Wind: +1,1 m/s
| Platz | Name                 | Nation         | Zeit (s) |
| ----- | -------------------- | -------------- | -------- |
| 1     | Sergei Schubenkow    | Russland       | 13,28    |
| 2     | Balázs Baji          | Ungarn         | 13,50    |
| 3     | Samuel Coco-Viloin   | Frankreich     | 13,72    |
| 4     | Rasul Dabó           | Portugal       | 14,00    |
| 5     | Richard Alleyne      | Großbritannien | 14,02    |
| 6     | Mantas Šilkauskas    | Litauen        | 14,11    |
| 7     | Alexandros Stavrides | Zypern         | 14,14    |

## Halbfinale
1. Juli 2012
Aus den drei Halbfinalläufen qualifizierten sich die jeweils ersten beiden Athleten – hellblau unterlegt – sowie die darüber hinaus zwei zeitschnellsten Läufer – hellgrün unterlegt – für das Finale.

### Lauf 1

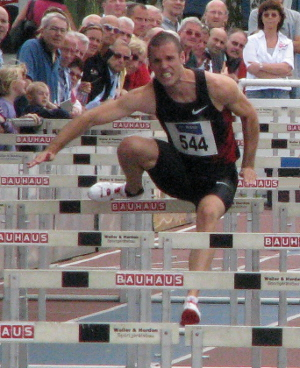
Matthias Bühler fehlten vier Hundertstelsekunden zum Weiterkommen
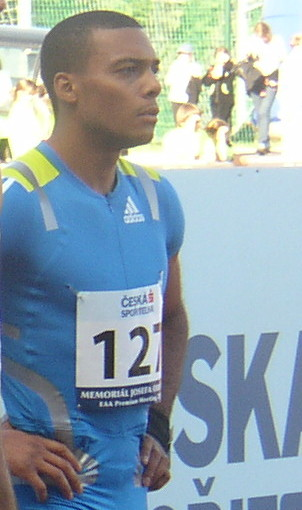
William Sharman – Rang vier, was zu wenig für das Finale war
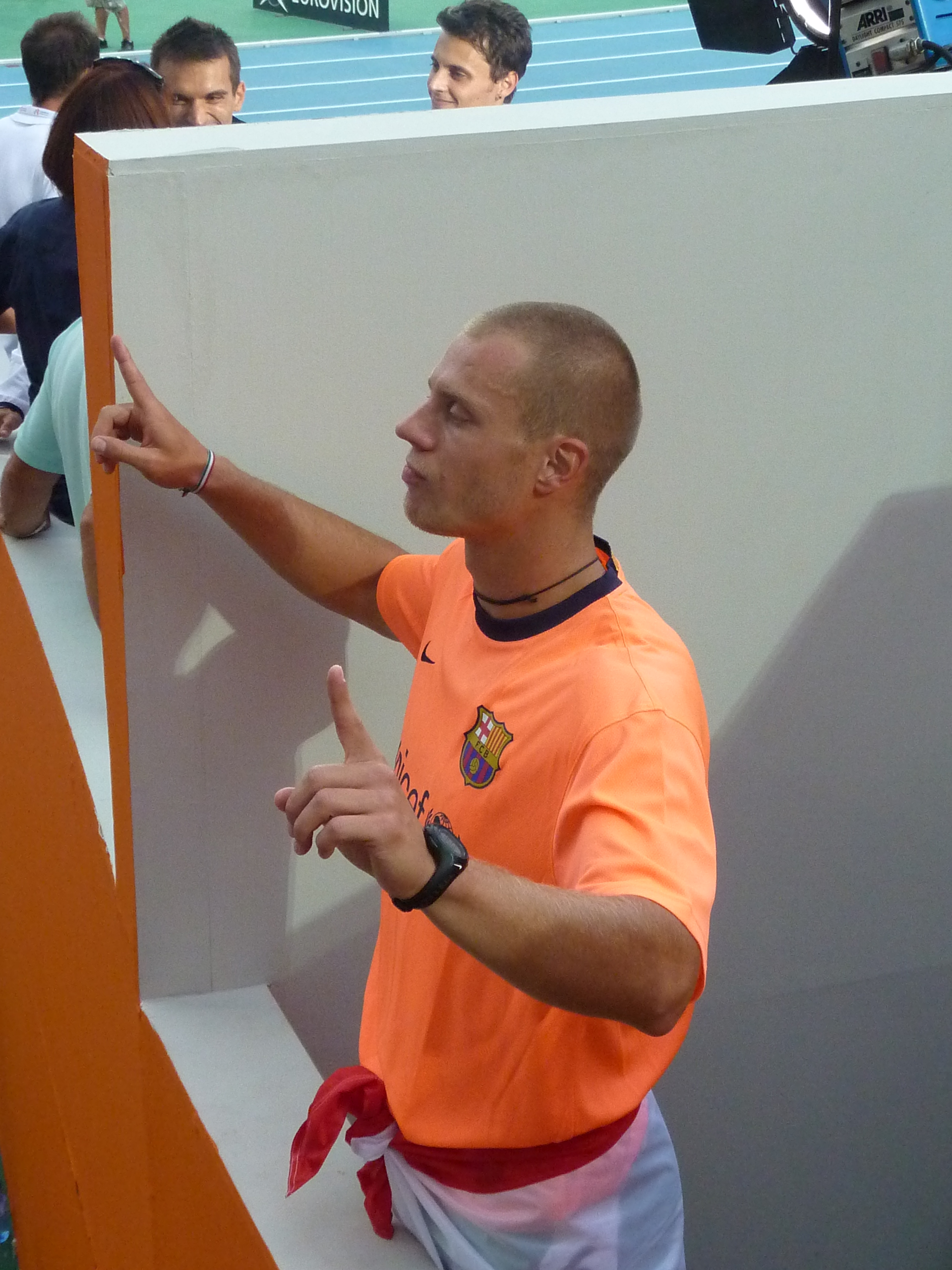
Als Fünfter seines Halbfinalrennens schied Dániel Kiss aus
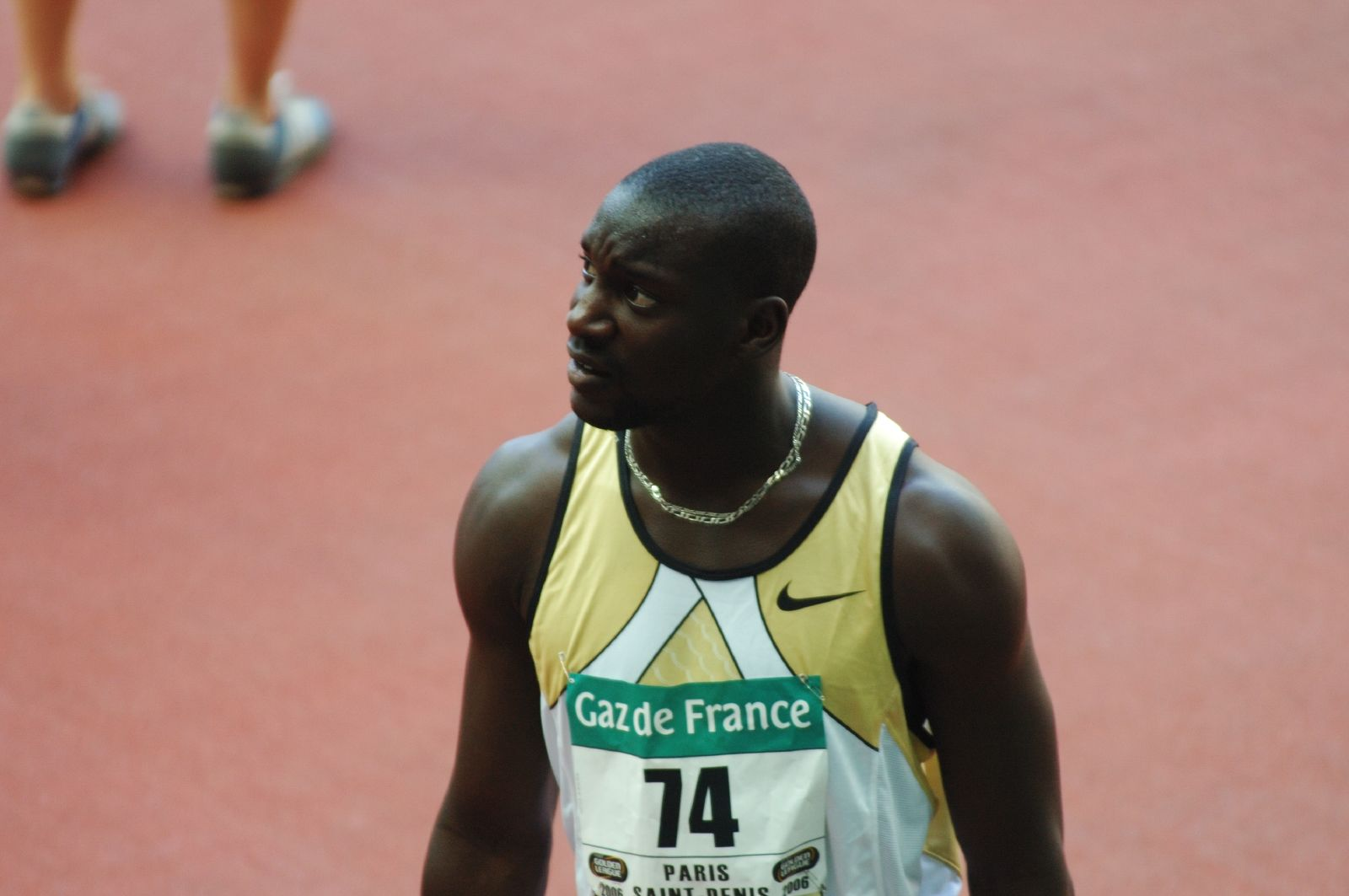
Ladji Doucouré scheiterte als Siebter seinesSemifinals
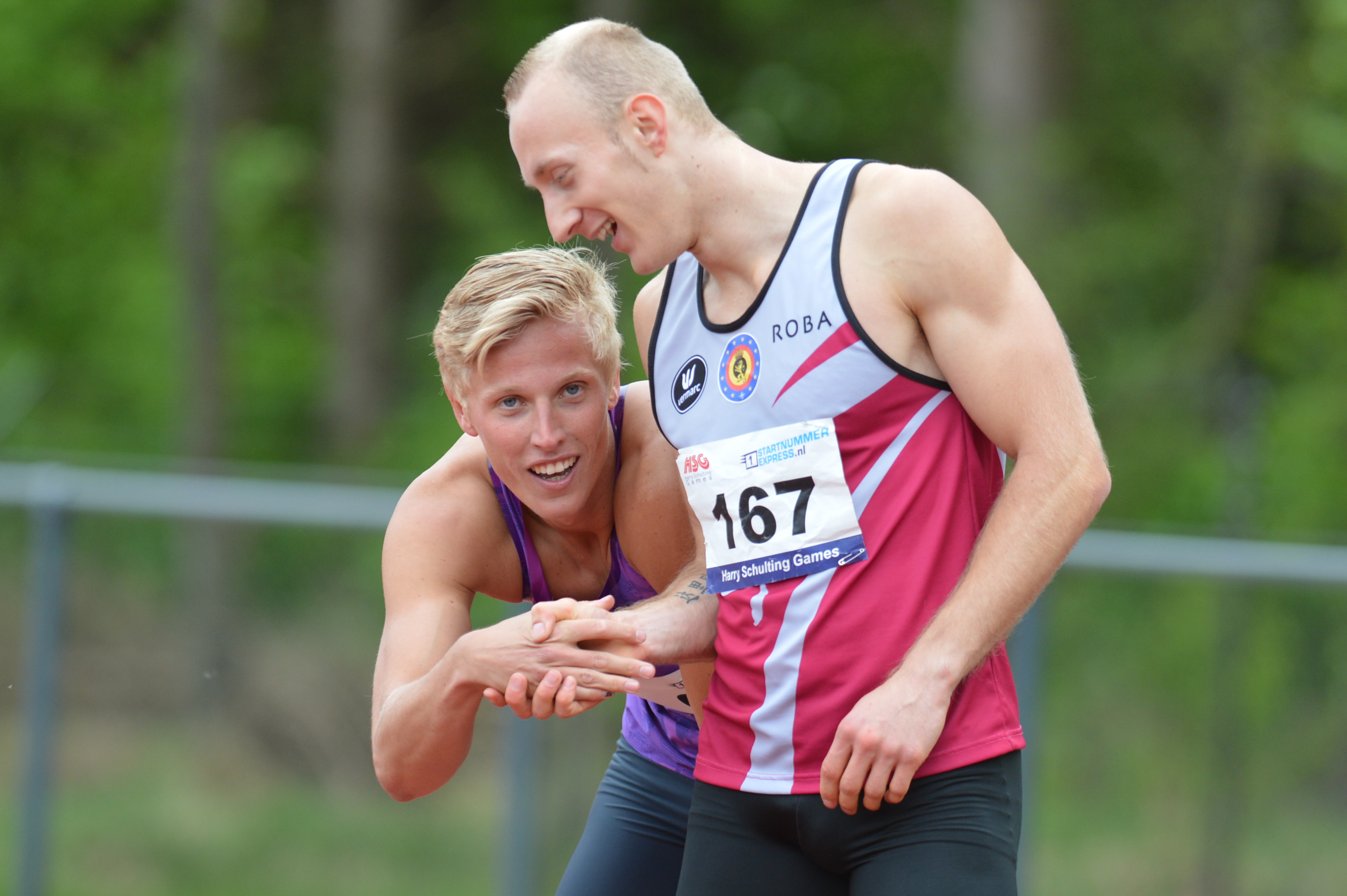
Dario De Borger erreichte nicht dad Finale

Wind: ±0,0 m/s
| Platz | Name            | Nation         | Zeit (s) |
| ----- | --------------- | -------------- | -------- |
| 1     | Artur Noga      | Polen          | 13,42    |
| 2     | Philip Nossmy   | Schweden       | 13,47    |
| 3     | Matthias Bühler | Deutschland    | 13,52    |
| 4     | William Sharman | Großbritannien | 13,55    |
| 5     | Maksim Lynsha   | Belarus        | 13,58    |
| 6     | Dániel Kiss     | Ungarn         | 13,59    |
| 7     | Ladji Doucouré  | Frankreich     | 13,66    |
| 8     | Dario De Borger | Belgien        | 13,81    |

### Lauf 2

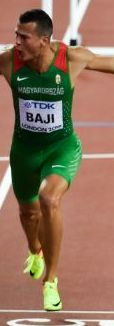
Balázs Baji reichte sein fünfter Platz in seinem Semifinale nicht zur Finalteilnahme
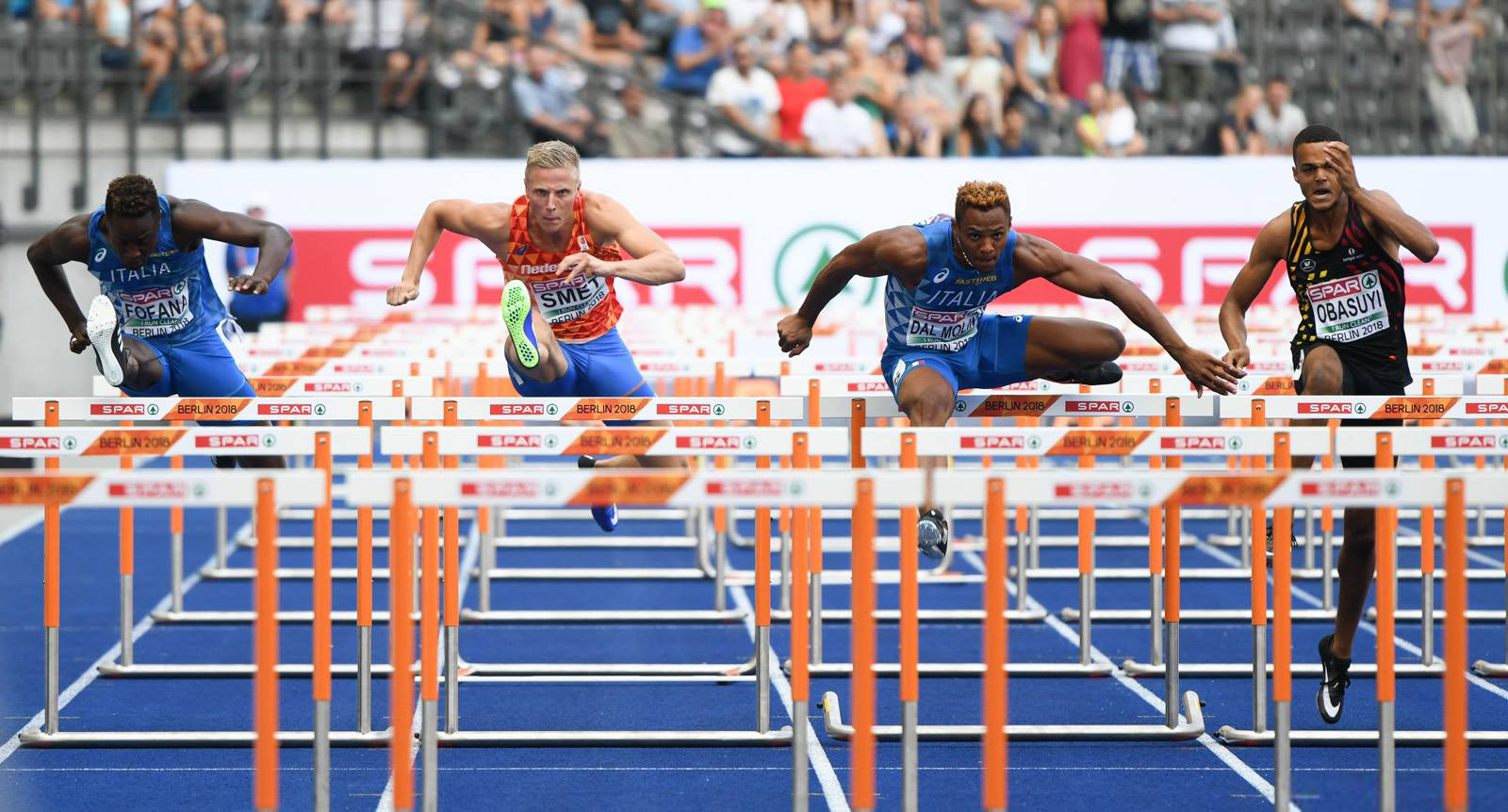
Paolo Dal Molin (Zweiter von rechts) scheiterte als Vierter seines Rennens im Halbfinale
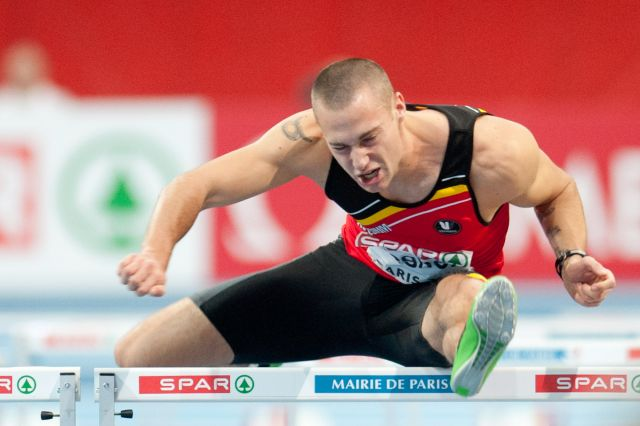
Adrien Deghelt erreichte in seinem Halbfinallauf nicht das Ziel

Wind: −1,1 m/s
| Platz | Name               | Nation      | Zeit (s) |
| ----- | ------------------ | ----------- | -------- |
| 1     | Sergei Schubenkow  | Russland    | 13,09 NR |
| 2     | Alexander John     | Deutschland | 13,43    |
| 3     | Samuel Coco-Viloin | Frankreich  | 13,50    |
| 4     | João Almeida       | Portugal    | 13,56 NR |
| 5     | Balázs Baji        | Ungarn      | 13,68    |
| 6     | Paolo Dal Molin    | Italien     | 13,85    |
| 7     | David Ilariani     | Georgien    | 13,88    |
| DNF   | Adrien Deghelt     | Belgien     |          |

### Lauf 3

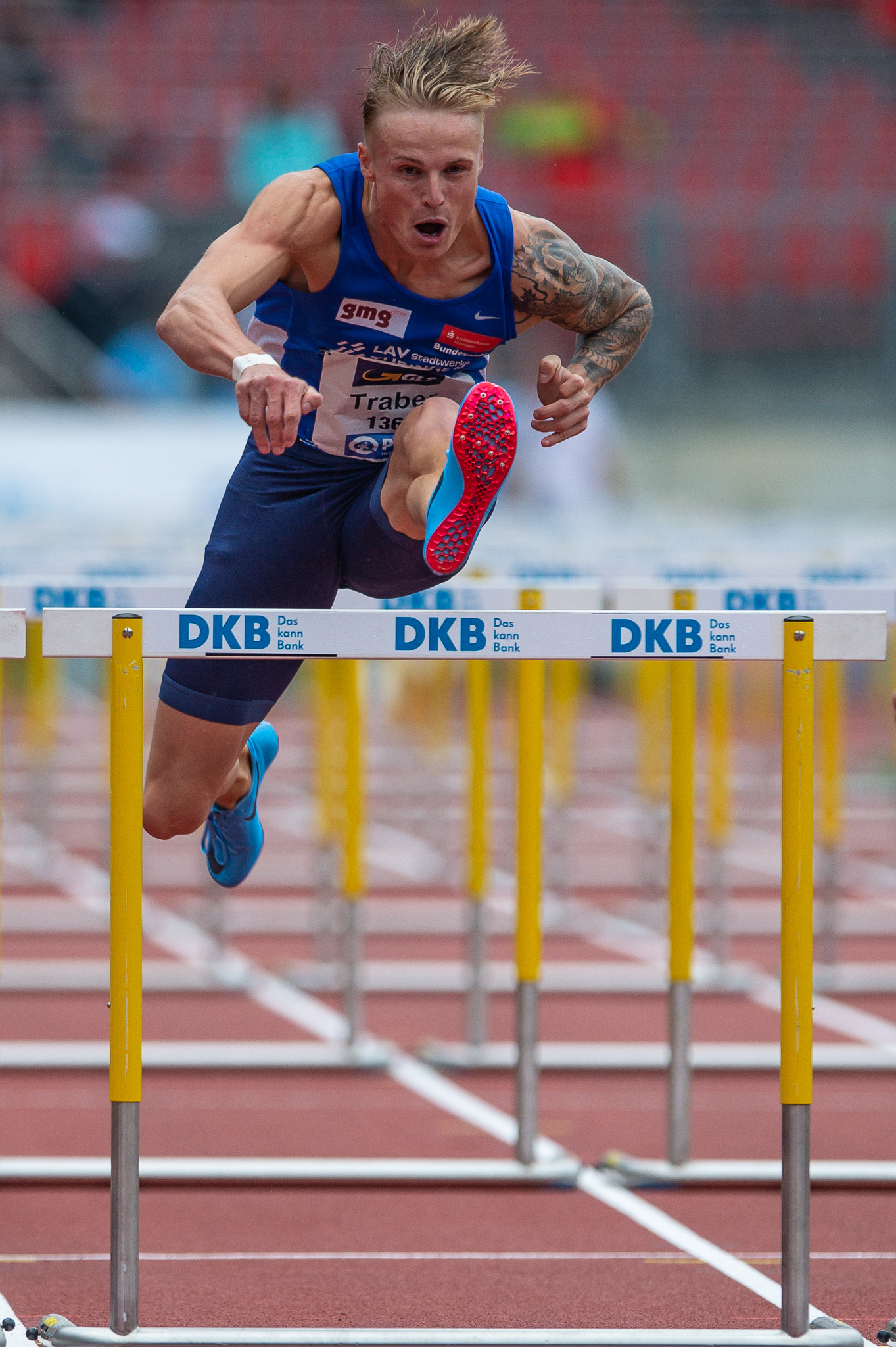
Rang fünf in seinem Semifinalrennen war für Gregor Traber zu wenig, um im Finale dabei zu sein
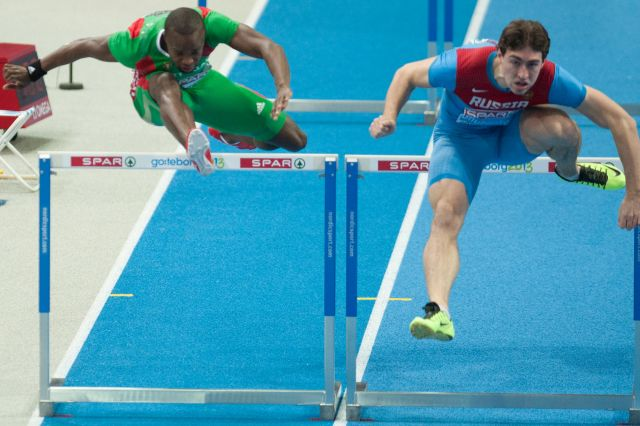
Für Rasul Dabó (links) war der Wettkampf nach seinem siebten Platz im dritten Halbfinale zu Ende

Wind: −0,3 m/s
| Platz | Name                    | Nation         | Zeit (s) |
| ----- | ----------------------- | -------------- | -------- |
| 1     | Garfield Darien         | Frankreich     | 13,15    |
| 2     | Konstandinos Douvalidis | Griechenland   | 13,37 NR |
| 3     | Emanuele Abate          | Italien        | 13,39    |
| 4     | Gregory Sedoc           | Niederlande    | 13,48    |
| 5     | Gregor Traber           | Deutschland    | 13,62    |
| 6     | Gianni Frankis          | Großbritannien | 13,68    |
| 7     | Rasul Dabó              | Portugal       | 13,73    |
| 8     | Vladimir Vukićević      | Norwegen       | 13,76    |

## Finale

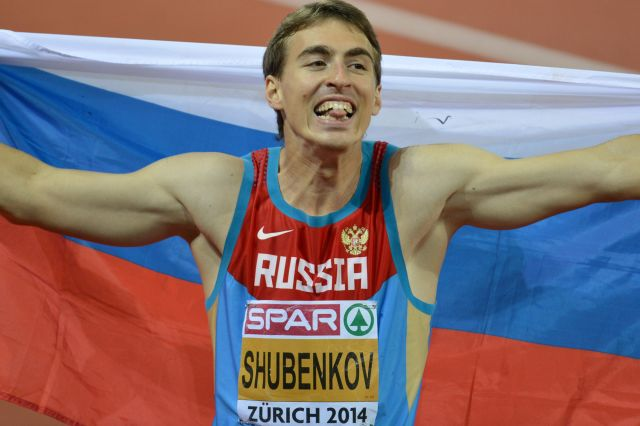
Europameister Sergei Schubenkow – für ihn gab es weitere Medaillen bei späteren Großereignissen
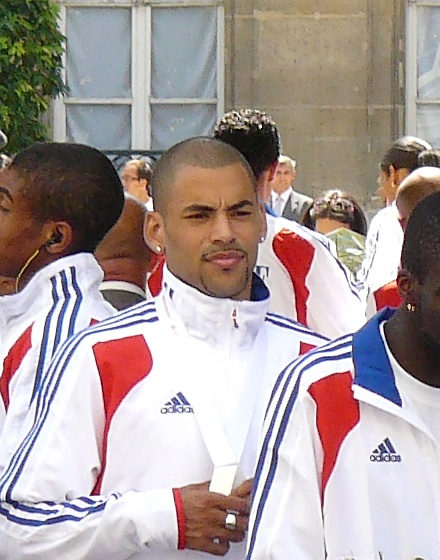
Garfield Darien wurde wie schon 2010 Vizeeuropameister
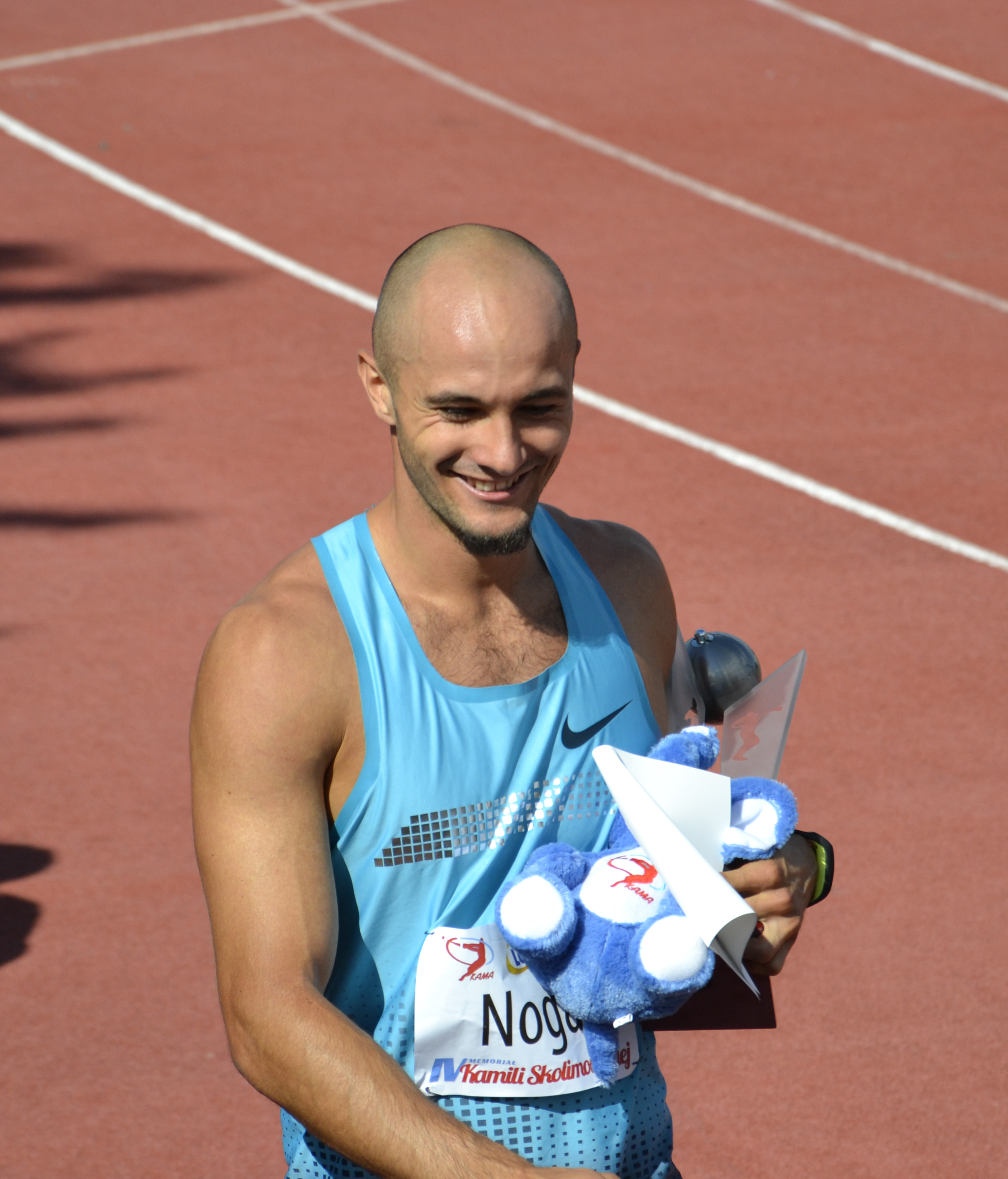
Bronzemedaillengewinner Artur Noga

1. Juli 2012, 18:11 Uhr
Wind: +0,5 m/s
| Platz | Name                    | Nation       | Zeit (s) |
| ----- | ----------------------- | ------------ | -------- |
| 1     | Sergei Schubenkow       | Russland     | 13,16    |
| 2     | Garfield Darien         | Frankreich   | 13,20    |
| 3     | Artur Noga              | Polen        | 13,27    |
| 4     | Alexander John          | Deutschland  | 13,38    |
| 5     | Emanuele Abate          | Italien      | 13,43    |
| 6     | Gregory Sedoc           | Niederlande  | 13,45    |
| 7     | Philip Nossmy           | Schweden     | 13,59    |
| 8     | Konstandinos Douvalidis | Griechenland | 13,59    |

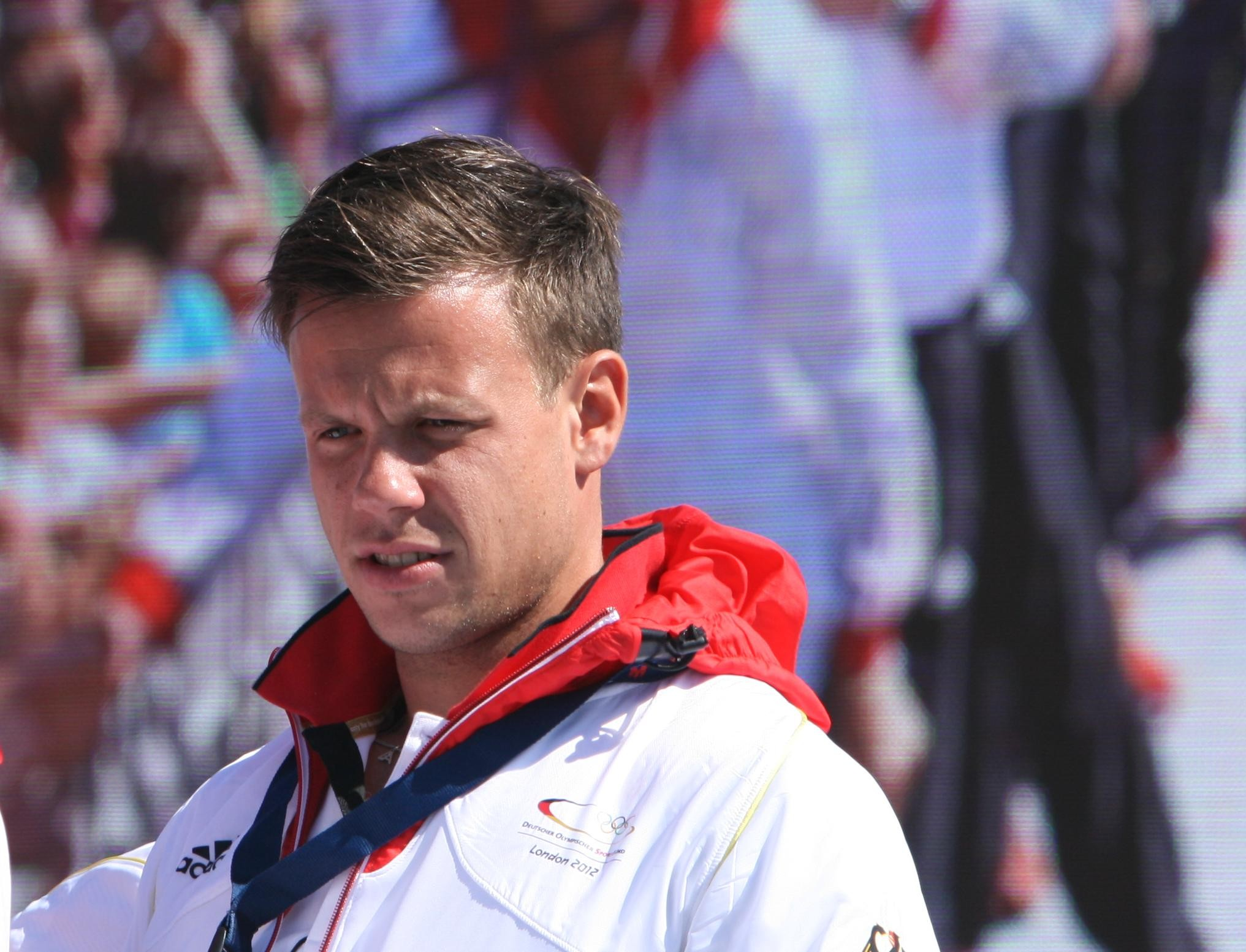
Alexander John belegte Rang vier
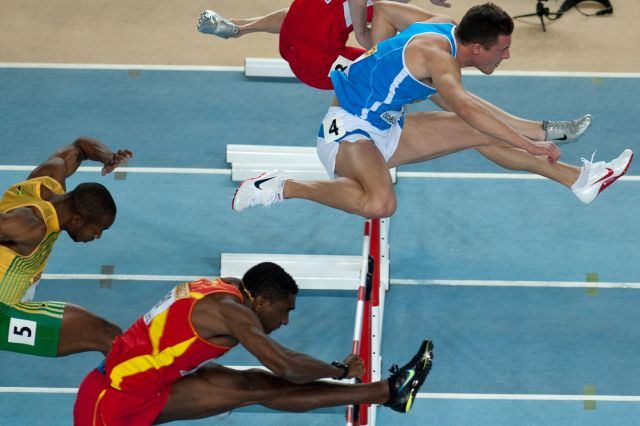
Der fünftplatzierte Emanuele Abate (blaues Trikot)
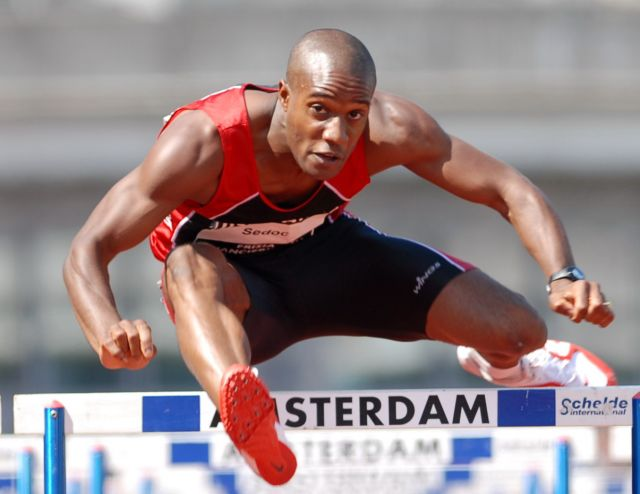
Gregory Sedoc erreichte Platz sechs
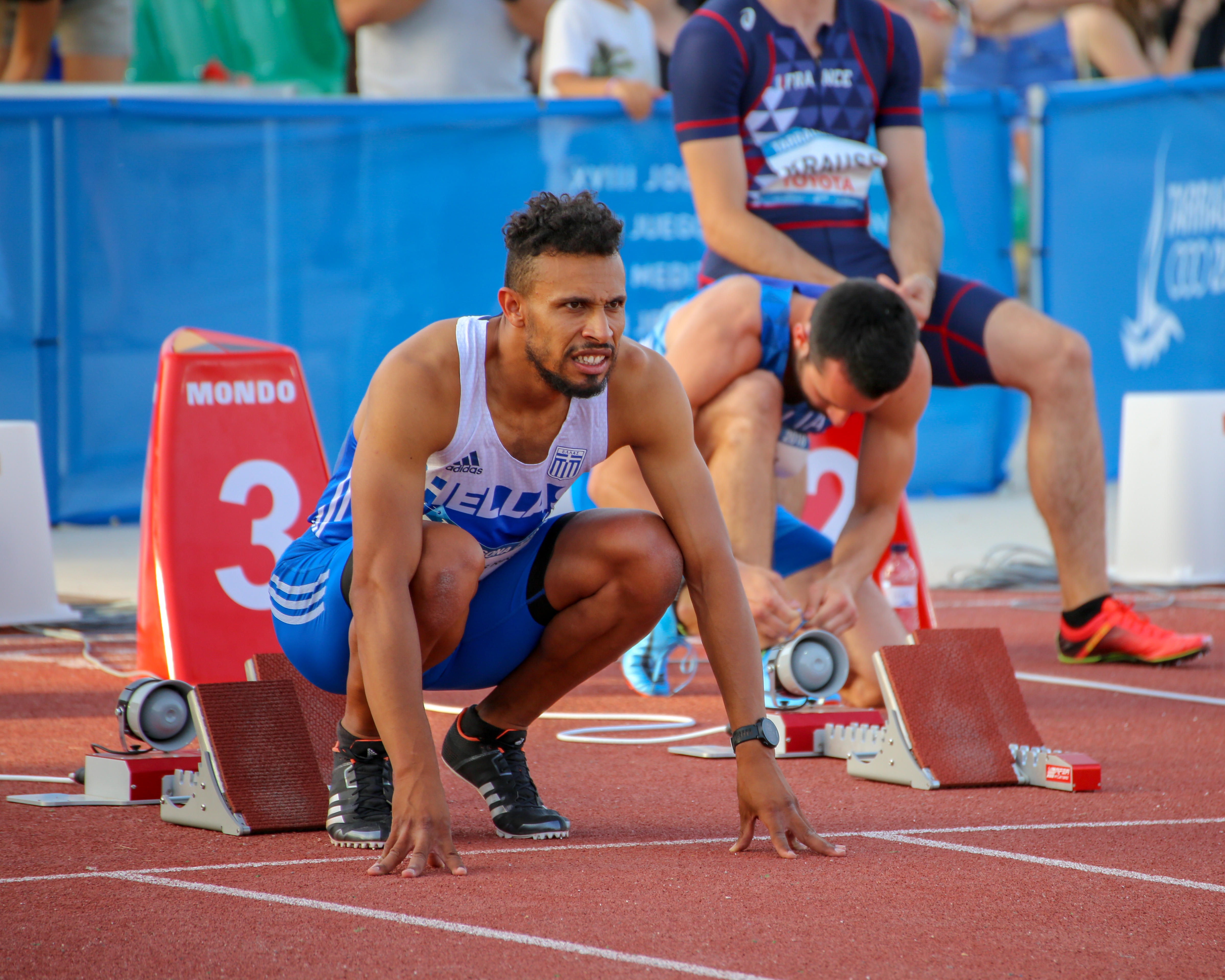
Konstadínos Douvalídis (links) wurde Achter in diesem Finale

## Video
- DARIEN Garfield - 110m Haies -- Homme -- Finale - Championnat d'Europe d'Athlétisme 2012 (Helsinki) auf youtube.com (französisch), abgerufen am 11. Januar 2020